# مازعبدعلي بايين (مقاطعة دهلران)
مازعبدعلي بايين (بالفارسية: مازعبدعلی پایین) هي قرية تقع في قسم اناران الريفي (مقاطعة دهلران) في إيران. يقدر عدد سكانها بـ 260 نسمة بحسب إحصاء 2016.